# Folke Hjortzberg

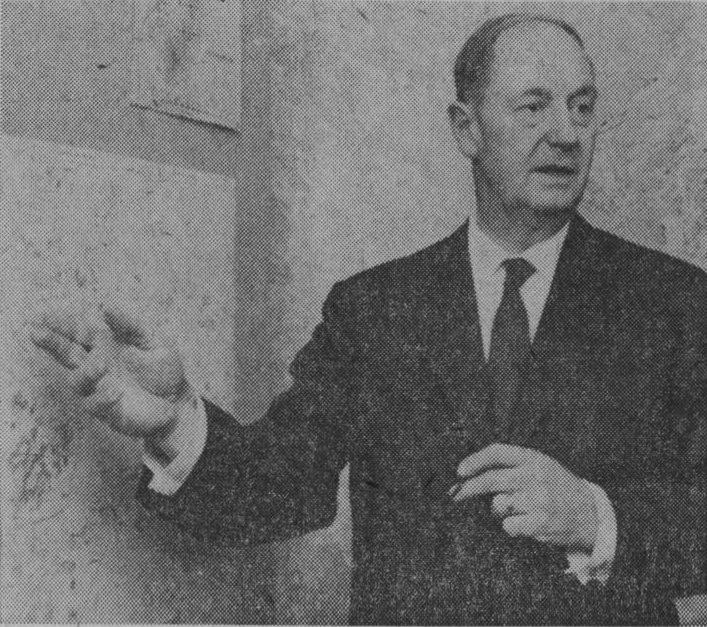
Folke Hjortzberg informerar om den vidgade tillämpningen av strandskyddslagen i Stockholms skärgård, 1963

Gustaf Folke Hjortzberg, född 5 mars 1906 i Nacka församling, död 22 november 1979, var en svensk arkitekt.
Folke Hjortzberg, som var son till konstnären Olle Hjortzberg och Elin Andersson och sonson till överingenjören Arvid Hjortzberg. Han utexaminerades från Kungliga Tekniska högskolan i Stockholm 1930. Han var anställd på Byggnadsstyrelsens stadsplanebyrå och biträdande länsarkitekt i Stockholms län 1935–1964 samt länsarkitekt i Skaraborgs län 1964–1971. Han ritade bland annat Hässelby Villastads kyrka (1939).